# 12609 Аполлодорос
12609 Аполлодо́рос (2155 P-L, 1997 GY11, 12609 Apollodoros) — астероїд головного поясу.
Тіссеранів параметр щодо Юпітера — 3,191.